# Аркаулово
Аркау́лово (баш. Арҡауыл) — село в Салаватском районе Республики Башкортостан Российской Федерации. Административный центр Аркауловского сельсовета. Согласно переписи 2020 года население составляло 1327 человек.

## География
Расположено на северо-востоке Республики. Через село протекает река Юрюзань.

## История

Вид на Аркаул

Аркауловское ЛПУ

Аркауловская школа

Аркауловская мечеть

В ревизиях XVIII в. и переписях XIX в.: д. Мунаево.
В 1795 г. в ней в 15 дворах было 101 человек, в 1834 г. в 28 дворах: 316 чел.. В 1816 г. 9 из 27 семей (33,3 процента) были полигамными. В 1920 г. она же была учтена 44-дворной с 228 жителями, стоявшей в 1 версте от центра Мурзаларской волости д. Аркаул.
Последняя состояла из 134 дворов с 710 башкирами и русскими. Затем оба селения слились в одно под названием Аркаул.
Население д. Мунаево (Мунай — антропоним) в 30-е г. XX в. переселилось в д. Аркаулово из-за частых наводнений на реке Юрюзани. На месте деревни нынче поле между д. Бишевлярово и с. Аркауловым, а также перекинут большой мост через реку Юрюзань.
В ревизских материалах 1816 г., 1834 г. зафиксированы имена сыновей и внуков первопоселенца Муная: Кулуш Мунаев 1756 года рождения, есаул Асвар (Спар, Аспар) Мунаев (1769—1846, его сыновья Абдулагзям Башир), Исмагил Мунаев 1773 года рождения и 24-летний Музафар Мунаев, служивший хорунжим.
В вышеупомянутом «Сборнике статистических сведений по Уфимскому уезду Уфимской губернии» за 1895—1896 гг. дано местоположение д. Мунаево («Аркаул тож») с описанием её хозяйства. Она находилась на правом берегу р. Юрюзани в 150 верстах от г. Уфы. При селении протекает ручей Тезмень-Елга. В этнически смешанном селении башкиры-вотчинники составляли 122 двора с 231 душой мужского пола по X ревизии 1859 г.
Другую часть жителей представляли русские и татары, пересилившиеся из Казанской губернии, а также из Красноуфимского, Осинского уездов Пермской губернии и Уфимского уезда на землю, арендованную у башкир. Жители занимались всеми видами хозяйства. В 1842 г. на 361 башкира было засеяно 91 четверть озимого и 421 четверть ярового хлеба. Ими было посажено 4 четверти картофеля. В конце XIX в. наблюдалось смешанное полеводство, переходящее к трехпольному. Сеяли рожь, овес, пшеницу, полбу, ячмень. В селении было по 3 сеялки, сортировки и молотилки. Имели 216 лошадей, 192 головы рогатого скота, 102 овцы, 60 коз.
15 тыс. дес. лесного участка сроком на 6 лет сдали башкиры купцу Лаптеву и его компаньонам для выработки лесных материалов и изделий. Оброчные доходы получали с 3-х водяных мельниц на р. Термень-Елга, с переправы через р. Юрюзань, а также с рыбных ловель, сдаваемых ежегодное аренду с платой 23 руб. Такие же доходы получала деревня с базарной площади, сдаваемой в аренду сроком на 12 лет с платой 20 руб. в год. Занимались и промыслами: две трети населения уходила на заработки за 6 руб. в месяц в ближайшие заводы для рубки леса, жжения угля, плотничества и т. д. Зимой возили дрова на ближайшие базары заводов и сел.
В деревне была мечеть. В Мунаево в 1877 г. была открыта русско-башкирская школа. Школа (начальная, затем при советской власти — семилетняя, с 1937 г. — средняя) имеет свои давние и славные традиции. 
В 1908—1909 учебном году в Аркаульской христианской духовной школе обучалось 13 мальчиков и 9 девочек.

## Население
| 1795 | 1920 | 2002  | 2009  | 2010  |
| ---- | ---- | ----- | ----- | ----- |
| 101  | ↗710 | ↗1459 | ↗1580 | ↘1439 |

## Известные жители и уроженцы
- Абубакиров, Риза Вахитович (10 октября 1902 — 10 июля 1938) — советский государственный деятель, Народный комиссар просвещения Башкирской АССР (1930—1935), расстрелян 10 июля 1938, реабилитирован 8 декабря 1956[5][6].
- Гайфуллин, Абдрахман Зайнуллович (6 сентября 1908 — 17 апреля 1945) — командир пулемётной роты, гвардии лейтенант. Герой Советского Союза.
- Гарипов, Рами Ягафарович (12 февраля 1932 — 20 февраля 1977) — башкирский поэт, Народный поэт Башкортостана (1992, посмертно)[7][8].
- Головин, Алексей Степанович (1 января 1912 — 5 мая 1981) — сержант, Герой Советского Союза[9][10].
- Зайнетдинов, Энгель Ахметович (род. 22 ноября 1937) — советский российский нефтяник, учёный, топ-менеджер, журналист[11].
- Искандарова, Ханифа Сиражевна (20 марта 1928 - 4 сентября 2020) — учительница Аркауловской средней школы БАССР, Заслуженный учитель школы РСФСР (1967), Герой Социалистического Труда (1968), депутат Верховного Совета СССР VIII, IX созывов (1970—1979), Народный учитель СССР (1982)[12].
- Каймирасов, Низаметдин (1903—?) — Народный комиссар финансовых дел Башкирской АССР (1930—1937).
- Нуриев, Дамир Ахметович (род. 1941) — декан факультета философии и социологии Башкирского государственного университета (?—2010), доктор философских наук, профессор.
- Тухватуллин, Шакир Динисламович (1894—1937) — деятель Башкирского национального движения. Председатель управы Дуванского кантона Башкурдистана (1918), нарком земледелия Башкирской АССР.
- Утягулов, Зубай Тухватович (15 сентября 1913 — 15 января 1943) — в конце 30-х годов преподавал башкирский язык и литературу, участник Великой Отечественной войны, Герой Советского Союза[13][14].
- Ханов, Хадый (1895—?) — председатель коллегии Верховного суда БАССР.
- Ханов, Чингиз Хадыевич (30 декабря 1915 — 1941) — советский башкирский писатель, переводчик[15][16].
- Юсупов, Харис Мунасипович (24 августа 1929 — 7 июня 2009) — профессор Челябинского института физической культуры, чемпион СССР по дзюдо, самбо, национальной борьбе куреш (1960)[17][18].

## Инфраструктура
Весомый вклад в укрепление экономики села и района вносит основное бюджетообразующее предприятие Аркауловское ЛПУМГ ООО «Газпром трансгаз Уфа».
Функционирует участковая больница на 25 дневных коек. Действует СПК «Салават Юлаев».  Есть отделение Почты России и Сбербанка.
- Имеются современная одна средняя школа, одна начальная школа, музыкальная школа, сельская библиотека, детский сад на 60 мест.
- В конце сентября 2010 года введен в эксплуатацию спортивно-оздоровительный комплекс «Юрюзань».

## Культура и достопримечательности
- Музей Рами Гарипова — музей с экспозицией из личных вещей, рукописей, стенгазет и портретов поэта[19][20][21].
- Историко-краеведческий музей в школе, братские могилы партизан, погибших за советскую власть, памятник Герою Советского Союза Гайфуллину А. З.
- В 3 км к северо-северо-востоку от села находится памятник природы — гора Кызлартау[22].

## Религия
В селе есть мечеть, построенная Харисом Юсуповым.